# 문경대로
문경대로(聞慶大路, Mungyeong-daero)는 경상북도 상주시 함창읍 오동 교차로와 문경시 문경읍 이화령터널을 잇는 경상북도의 도로이다.

## 역사
- 2009년 7월 10일 : 2개 이상 시·도에 걸쳐 있는 도로로 문경대로를 고시[1]

## 주요 경유지
경상북도
- 상주시 함창읍 - 문경시 (점촌동 - 호계면 - 점촌동 - 마성면 - 문경읍)

## 노선
- (■): 자동차 전용도로 구간

| 이름                          | 접속 노선                        | 소재지 | 소재지                           | 비고                                                        |
| ----------------------------- | -------------------------------- | ------ | -------------------------------- | ----------------------------------------------------------- |
| 오동 교차로                   | 국도 제3호선 (경상대로)          | 상주시 | 함창읍                           | 국도 제3호선 구간                                           |
| 사아매 교차로                 | 함창로                           | 상주시 | 함창읍                           | 국도 제3호선 구간 이화령 방면 진출 불가 상주 방면 진입 불가 |
| 대조교 대조과선교             |                                  | 상주시 | 함창읍                           | 국도 제3호선 구간                                           |
| 대조 교차로                   | 국가지원지방도 제32호선 (당교로) | 상주시 | 함창읍                           | 국도 제3호선 구간                                           |
| 점촌함창 나들목 (나한 교차로) | 45호선 중부내륙고속도로          | 상주시 | 함창읍                           | 국도 제3호선 구간                                           |
| 공평 교차로                   | 진곡길                           | 문경시 | 점촌동                           | 국도 제3호선 구간                                           |
| 유곡 교차로                   | 유곡불정로                       | 문경시 | 점촌동                           | 국도 제3호선 구간                                           |
| 불정1교                       |                                  | 문경시 | 점촌동                           | 국도 제3호선 구간                                           |
| 호계면                        |                                  | 문경시 |                                  | 국도 제3호선 구간                                           |
| 불정1교 북단                  | 국도 제34호선 (상무로)           | 문경시 | 국도 제3, 34호선 구간            |                                                             |
| 견탄사거리                    | 태봉1길                          | 문경시 | 국도 제3, 34호선 구간            |                                                             |
| 불정2교                       |                                  | 문경시 | 국도 제3, 34호선 구간            |                                                             |
| 점촌동                        |                                  | 문경시 | 국도 제3, 34호선 구간            |                                                             |
| 불정3교                       | 진남1길                          | 문경시 | 국도 제3, 34호선 구간            | 마성면                                                      |
| 진남1교                       | 진남3길                          | 문경시 | 국도 제3, 34호선 구간            | 마성면                                                      |
| 진남2교                       | 진남1길                          | 문경시 | 국도 제3, 34호선 구간            | 마성면                                                      |
| 진남3교                       |                                  | 문경시 | 국도 제3, 34호선 구간            | 마성면                                                      |
| 신현삼거리                    | 구랑로                           | 문경시 | 국도 제3, 34호선 구간            | 마성면                                                      |
| 진남4교                       |                                  | 문경시 | 국도 제3, 34호선 구간            | 마성면                                                      |
| 신현리                        | 동성길                           | 문경시 | 국도 제3, 34호선 구간            | 마성면                                                      |
| 신현교                        |                                  | 문경시 | 국도 제3, 34호선 구간            | 마성면                                                      |
| (마성농공단지입구)            | 동성길 마성길 마성공단길         | 문경시 | 국도 제3, 34호선 구간            | 마성면                                                      |
| 소야교                        | 소야1길                          | 문경시 | 국도 제3, 34호선 구간            | 마성면                                                      |
| 모곡 교차로                   | 지방도 제901호선 (새재로)        | 문경시 | 국도 제3, 34호선 구간            | 마성면                                                      |
| 남호교                        |                                  | 문경시 | 국도 제3, 34호선 구간            | 마성면                                                      |
| 문경새재 나들목 (남호 교차로) | 45호선 중부내륙고속도로 봉명길   | 문경시 | 국도 제3, 34호선 구간            | 마성면                                                      |
| 초곡1교 초곡2교 초곡3교       |                                  | 문경시 | 국도 제3, 34호선 구간            | 문경읍                                                      |
| 진안육교                      | 새재로                           | 문경시 | 국도 제3, 34호선 구간            | 문경읍                                                      |
| 진안교                        |                                  | 문경시 | 국도 제3, 34호선 구간            | 문경읍                                                      |
| 각서 교차로                   | 이화령로 각서새터길              | 문경시 | 국도 제3, 34호선 구간            | 문경읍                                                      |
| 새터교                        |                                  | 문경시 | 국도 제3, 34호선 구간            | 문경읍                                                      |
| 이화령 요금소                 |                                  | 문경시 | 국도 제3, 34호선 구간            | 문경읍                                                      |
| 각서1교 각서2교 각서3교       |                                  | 문경시 | 국도 제3, 34호선 구간            | 문경읍                                                      |
| 이화령터널                    |                                  | 문경시 | 국도 제3, 34호선 구간 연장 1600m | 문경읍                                                      |
| 중원대로와 직결               |                                  |        |                                  |                                                             |

## 주의사항
오동 교차로부터 불정1교까지 구간은 자동차 전용도로이므로 자전거, 보행자는 통행할 수 없다. 이륜자동차(모터사이클 혹은 오토바이)는 긴급자동차(싸이카 및 소방용 모터사이클 등)에 한해 통행이 가능하며, 그 밖의 이륜자동차는 통행할 수 없다. 우회도로로는 모전로, 공평로, 유곡불정로가 있다.

## 주요 건물 및 시설
- 마성파출소 (경상북도 문경시 마성면 문경대로 1768)
- 문경유교문화관, 문경도자기박물관 (경상북도 문경시 문경읍 문경대로 2416)

## 사진

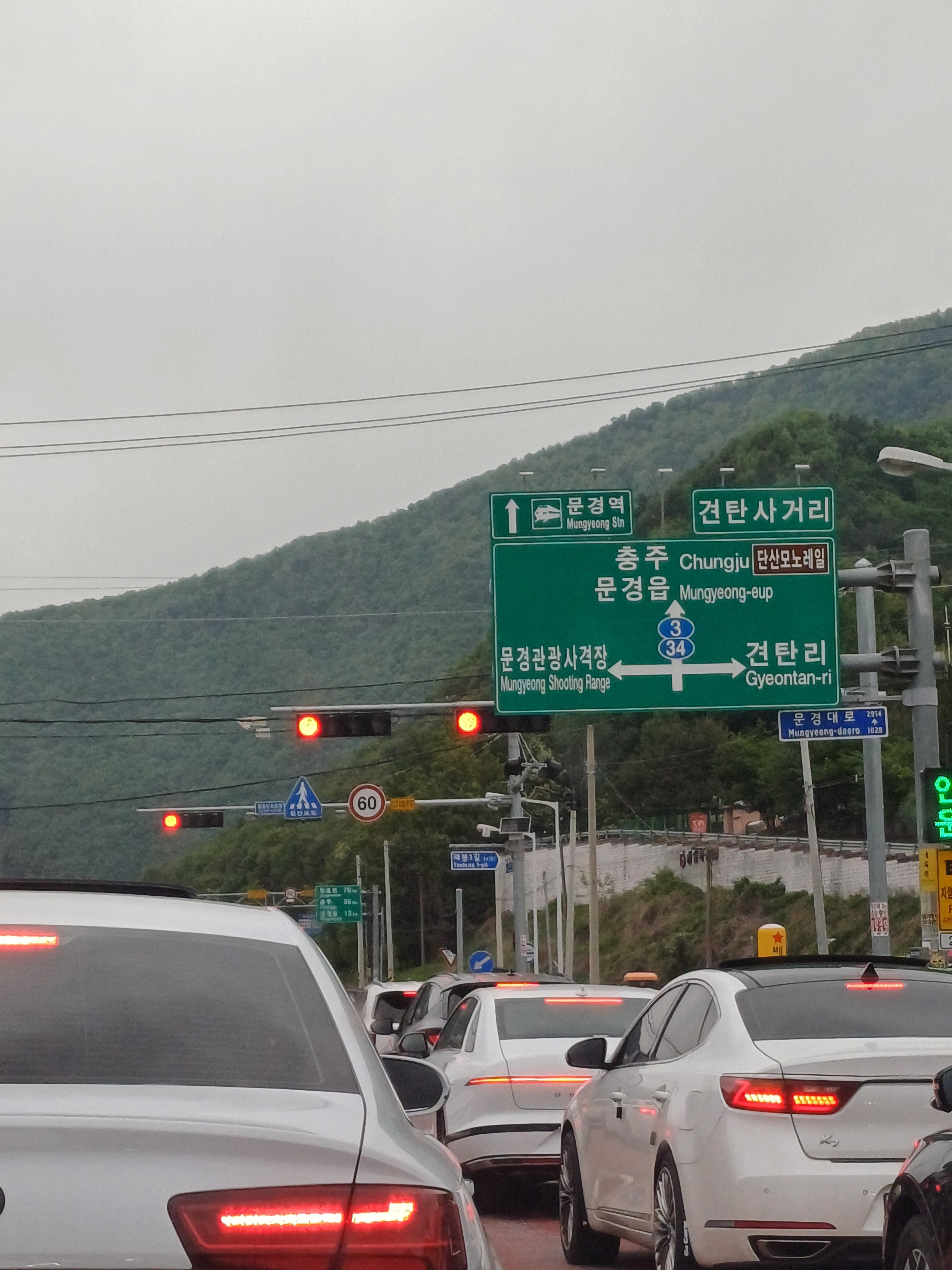
견탄사거리
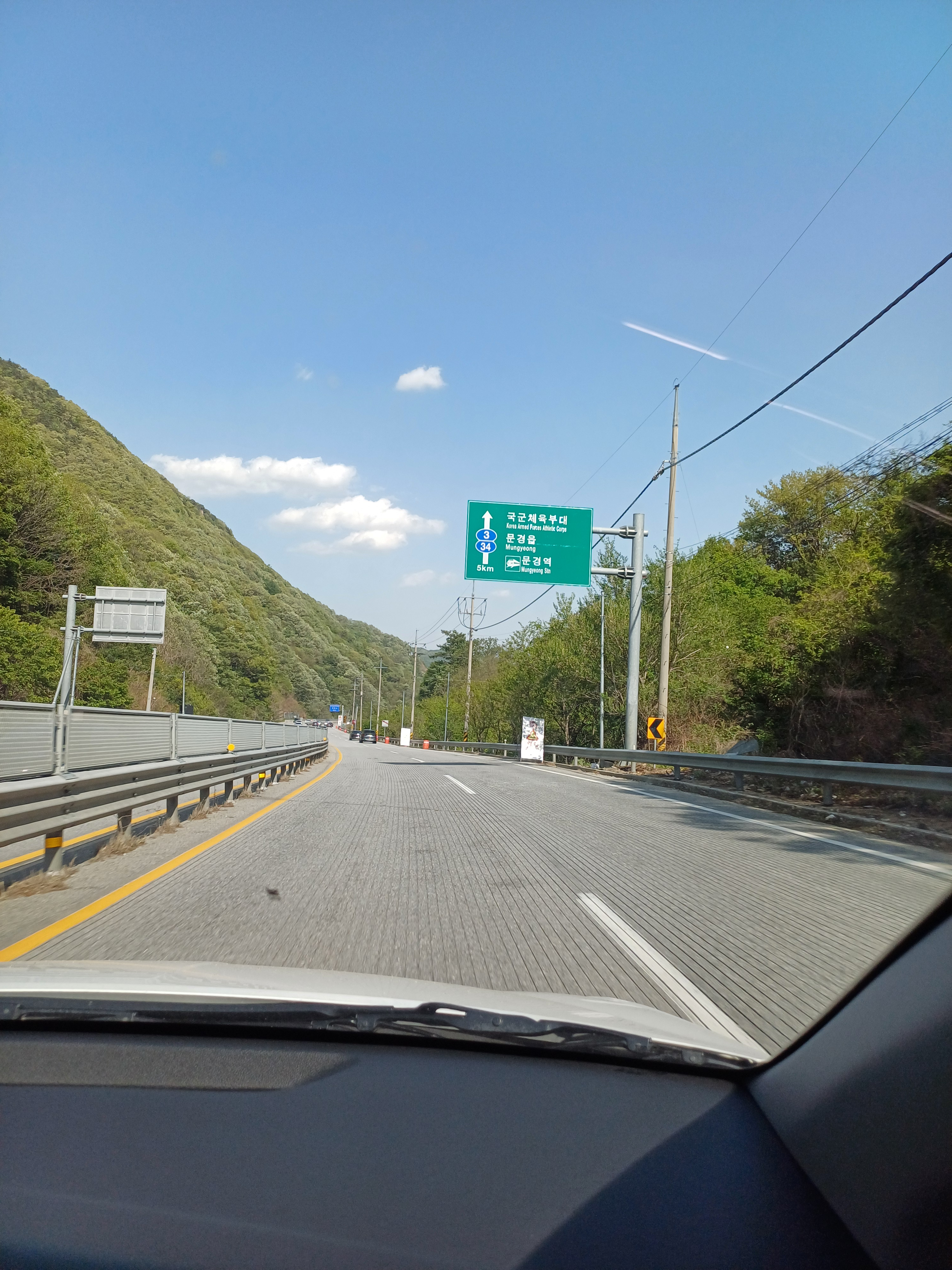
문경역, 국군체육부대 방면.